# Kerekegyháza
Kerekegyháza este un oraș în districtul Kecskemét, județul Bács-Kiskun, Ungaria, având o populație de 6.244 de locuitori (2011). 

## Demografie
Componența etnică a orașului Kerekegyháza
     Maghiari (96,87%)
     Români (1,11%)
     Necunoscut (0,56%)
     Alții (1,45%)
Componența confesională a orașului Kerekegyháza
     Romano-catolici (57,93%)
     Reformați (10,63%)
     Fără religie (7,32%)
     Necunoscută (22,55%)
     Alte religii (2,72%)
Conform recensământului din 2011, orașul Kerekegyháza avea 6.244 de locuitori. Din punct de vedere etnic, majoritatea locuitorilor (96,87%) erau maghiari, cu o minoritate de români (1,11%). Apartenența etnică nu este cunoscută în cazul a 0,56% din locuitori.  Din punct de vedere confesional, majoritatea locuitorilor (57,93%) erau romano-catolici, existând și minorități de reformați (10,63%) și persoane fără religie (7,32%). Pentru 22,55% din locuitori nu este cunoscută apartenența confesională.